# Perla Beltrán
Perla Judith Beltrán Acosta (sinh ngày 30 tháng 9 năm 1986) là một hoa hậu người Mexico đến từ bang Sinaloa. Cô là á hậu một của cuộc thi Hoa hậu Thế giới 2009.

## Tiểu sử
Perla Beltrán sinh ra ở Culiacán và nuôi ở Guamúchil từ khi mười tuổi. Từ khi là một đứa trẻ, cô đã ngưỡng mộ các nữ hoàng sắc đẹp. Nhưng cô không bao giờ mong đợi rằng mình sẽ tham gia một cuộc thi thế giới. Tuy nhiên, vào năm 2001, cô đã tham gia một cuộc thi địa phương và giành danh hiệu.

## Cuộc thi sắc đẹp
Năm 2007, cô tham gia cuộc thi Hoa hậu Trái Đất Mexico và đứng vị trí thứ hai (Hoa hậu không khí). Một năm sau, cô đại diện bang Sinaloa tham dự cuộc thi Hoa hậu Mexico 2008 tổ chức ở Monterrey, Nuevo Leon. Trong đêm chung kết, cô đã xuất sắc vượt qua 31 thí sinh khác để trở thành Hoa hậu Thế giới Mexico 2008 và sẽ đại diện cho Mexico tham dự cuộc thi Hoa hậu Thế giới 2009.
Trong cuộc thi Hoa hậu Thế giới 2009, cô giành giải "Hoa hậu Siêu mẫu" và được đặc cách vào bán kết. Cô cũng nằm trong top 12 của phần thi "Hoa hậu Bãi biển". Trong đêm chung kết, cô giành được giải "Nữ hoàng sắc đẹp châu Mỹ" và là Á hậu 1 của cuộc thi.
Với vẻ đẹp rạng ngời cuốn hút, cuối năm 2009 mỹ nhân Mexico đã được chuyên trang sắc đẹp Global Beauties vinh danh là Hoa hậu đẹp nhất thế giới năm 2009.